# Thomas Beck (voetballer)

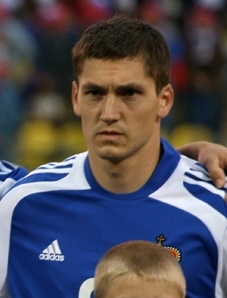
Thomas Beck

Thomas Beck (Schaan, 21 februari 1981) is een Liechtensteins voetbalinternational die als aanvaller
bij diverse clubs uit Liechtenstein, Oostenrijk en Zwitserland op de loonlijst stond.
Zo speelde hij onder meer bij FC Schaan, FC Vaduz en Grasshopper-Club Zürich.
Sinds de zomer van 2010 speelt hij in eigen land voor FC Balzers.